# Serie A 2019/2020
Soutěžní ročník Serie A 2019/20 byl 118. ročník nejvyšší italské fotbalové ligy a 88. ročník od založení Serie A. Soutěž začala 24. srpna 2019 a skončila kvůli pandemie covidu-19 2. srpna 2020. Účastnilo se jí opět 20 týmů, z toho 17 se kvalifikovalo z minulého ročníku. Poslední tři týmy předchozího ročníku, jimiž byly Empoli FC, Frosinone Calcio a poslední tým ročníku - AC ChievoVerona, sestoupily do druhé ligy. Opačným směrem putovaly Brescia Calcio (vítěz druhé ligy), US Lecce a Hellas Verona FC která po obsazení 5. místa v ligové tabulce zvítězila v play-off.
Titul v soutěži obhajoval opět Juventus FC, který v minulém ročníku získal již 35. prvenství v soutěži a osmé v řadě.

## Přestupy hráčů
| Jméno               | odkud                | kam                | cena           |  |
| ------------------- | -------------------- | ------------------ | -------------- |  |
| Matthijs de Ligt    | AFC Ajax             | Juventus FC        | 85 500 000 eur |  |
| Romelu Lukaku       | Manchester United FC | FC Inter Milán     | 74 000 000 eur |  |
| João Cancelo        | Juventus FC          | Manchester City FC | 65 000 000 eur |  |
| Danilo              | Manchester City FC   | Juventus FC        | 37 000 000 eur |  |
| Kōstas Manōlas      | AS Řím               | SSC Neapol         | 36 000 000 eur |  |
| Dejan Kulusevski    | Atalanta BC          | Juventus FC        | 35 000 000 eur |  |
| Hirving Lozano      | PSV Eindhoven        | SSC Neapol         | 35 000 000 eur |  |
| Rafael Leão         | Lille OSC            | AC Milán           | 29 500 000 eur |  |
| Leonardo Spinazzola | Juventus FC          | AS Řím             | 29 500 000 eur |  |
| Moise Kean          | Juventus FC          | Everton FC         | 27 500 000 eur |  |

## Složení ligy v tomto ročníku
| Klub               | Město     | Stadión                             | Kapacita | Trenér                                                                                                | 2018/19          |
| ------------------ | --------- | ----------------------------------- | -------- | --- | ---------------- |
| Atalanta BC        | Bergamo   | Gewiss Stadium                      | 21 300   | Gian Piero Gasperini                                                                                  | Bronzová medaile |
| Bologna FC 1909    | Bologna   | Renato Dall'Ara                     | 36 400   | Siniša Mihajlović                                                                                     | 10.              |
| Brescia Calcio     | Brescia   | Mario Rigamonti                     | 18 160   | Eugenio Corini (do 11. kola) Fabio Grosso (do 14. kola) Eugenio Corini (do 22. kola) Diego Luis López | Serie B          |
| Cagliari Calcio    | Cagliari  | Sardegna Arena                      | 16 400   | Rolando Maran (do 26. kola) Walter Zenga                                                              | 15.              |
| S.P.A.L.           | Ferrara   | Paolo Mazza                         | 16 100   | Leonardo Semplici (do 23. kola) Luigi Di Biagio                                                       | 13.              |
| ACF Fiorentina     | Florencie | Artemio Franchi                     | 43 147   | Vincenzo Montella (do 17. kola) Giuseppe Iachini                                                      | 16.              |
| Janov CFC          | Janov     | Luigi Ferraris                      | 36 600   | Aurelio Andreazzoli (do 8. kola) Thiago Motta (do 17. kola) Davide Nicola                             | 17.              |
| UC Sampdoria       | Janov     | Luigi Ferraris                      | 36 600   | Eusebio Di Francesco (do 7. kola) Claudio Ranieri                                                     | 9.               |
| US Lecce           | Lecce     | Via del Mare                        | 40 600   | Fabio Liverani                                                                                        | Serie B          |
| AC Milán           | Milán     | Giuseppe Meazza                     | 78 270   | Marco Giampaolo (do 7. kola) Stefano Pioli                                                            | 5.               |
| FC Inter Milán     | Milán     | Giuseppe Meazza                     | 78 270   | Antonio Conte                                                                                         | 4.               |
| SSC Neapol         | Neapol    | San Paolo                           | 55 000   | Carlo Ancelotti (do 15. kola) Gennaro Gattuso                                                         | Stříbrná medaile |
| Parma Calcio 1913  | Parma     | Ennio Tardini                       | 22 350   | Roberto D'Aversa                                                                                      | 14.              |
| AS Řím             | Řím       | Olimpico                            | 70 634   | Paulo Fonseca                                                                                         | 6.               |
| SS Lazio           | Řím       | Olimpico                            | 70 634   | Simone Inzaghi                                                                                        | 8.               |
| US Sassuolo Calcio | Sassuolo  | Mapei Stadium - Città del Tricolore | 21 500   | Roberto De Zerbi                                                                                      | 11.              |
| Turín FC           | Turín     | Olimpico di Torino                  | 28 100   | Walter Mazzarri (do 22. kola) Moreno Longo                                                            | 7.               |
| Juventus FC        | Turín     | Allianz Stadium                     | 41 507   | Maurizio Sarri                                                                                        |                  |
| Udinese Calcio     | Udine     | Friuli                              | 25 144   | Igor Tudor (do 10. kola) Luca Gotti                                                                   | 12.              |
| Hellas Verona FC   | Verona    | Marc'Antonio Bentegodi              | 39 000   | Ivan Jurić                                                                                            | Serie B          |

## Tabulka
| Poř. | Tým                | Z  | V  | R  | P  | VG | OG | B  |
| ---- | ------------------ | -- | -- | -- | -- | -- | -- | -- |
| 1.   | Juventus FC        | 38 | 26 | 5  | 7  | 76 | 43 | 83 |
| 2.   | FC Inter Milán     | 38 | 24 | 10 | 4  | 81 | 36 | 82 |
| 3.   | Atalanta BC        | 38 | 23 | 9  | 6  | 98 | 48 | 78 |
| 4.   | SS Lazio           | 38 | 24 | 6  | 8  | 79 | 42 | 78 |
| 5.   | AS Řím             | 38 | 21 | 7  | 10 | 77 | 51 | 70 |
| 6.   | AC Milán           | 38 | 19 | 9  | 10 | 63 | 46 | 66 |
| 7.   | SSC Neapol         | 38 | 18 | 8  | 12 | 61 | 50 | 62 |
| 8.   | US Sassuolo Calcio | 38 | 14 | 9  | 15 | 69 | 63 | 51 |
| 9.   | Hellas Verona FC   | 38 | 12 | 13 | 13 | 47 | 51 | 49 |
| 10.  | ACF Fiorentina     | 38 | 12 | 13 | 13 | 51 | 48 | 49 |
| 11.  | Parma Calcio 1913  | 38 | 14 | 7  | 17 | 56 | 57 | 49 |
| 12.  | Bologna FC 1909    | 38 | 12 | 11 | 15 | 52 | 65 | 47 |
| 13.  | Udinese Calcio     | 38 | 12 | 9  | 17 | 37 | 51 | 45 |
| 14.  | Cagliari Calcio    | 38 | 11 | 12 | 15 | 52 | 56 | 45 |
| 15.  | UC Sampdoria       | 38 | 12 | 6  | 20 | 48 | 65 | 42 |
| 16.  | Turín FC           | 38 | 11 | 7  | 20 | 46 | 68 | 40 |
| 17.  | Janov CFC          | 38 | 10 | 9  | 19 | 47 | 73 | 39 |
| 18.  | US Lecce           | 38 | 9  | 8  | 21 | 52 | 85 | 35 |
| 19.  | Brescia Calcio     | 38 | 6  | 7  | 25 | 35 | 79 | 25 |
| 20.  | S.P.A.L.           | 38 | 5  | 5  | 28 | 27 | 77 | 20 |

Poznámky
- Z = Odehrané zápasy; V = Vítězství; R = Remízy; P = Prohry; VG = Vstřelené góly; OG = Obdržené góly; B = Body

|  | Mistr ligy a přímý postup do Ligy mistrů 2020/21 |
|  | Přímý postup do Ligy mistrů 2020/21              |
|  | Přímý postup do Evropské ligy UEFA 2020/21       |
|  | Postup do předkola Evropské ligy UEFA 2020/21    |
|  | Sestup do Serie B 2020/21                        |

## Střelecká listina
Nejlepším střelcem tohoto ročníku Serie A se stal italský útočník ve službách klubu SS Lazio Ciro Immobile. Hráč vstřelil 36 branek.
| P.  | Nár                 | Hráč              | Tým                | Branky |
| --- | ------------------- | ----------------- | ------------------ | ------ |
| 1.  | Itálie              | Ciro Immobile     | SS Lazio           | 36     |
| 2.  | Portugalsko         | Cristiano Ronaldo | Juventus FC        | 31     |
| 3.  | Belgie              | Romelu Lukaku     | FC Inter Milán     | 23     |
| 4.  | Itálie              | Francesco Caputo  | US Sassuolo Calcio | 21     |
| 5.  | Kolumbie            | Duván Zapata      | Atalanta BC        | 18     |
| 5.  | Kolumbie            | Luis Muriel       | Atalanta BC        | 18     |
| 5.  | Brazílie            | João Pedro        | Cagliari Calcio    | 18     |
| 8.  | Bosna a Hercegovina | Edin Džeko        | AS Řím             | 16     |
| 8.  | Itálie              | Andrea Belotti    | Turín FC           | 15     |
| 10. | Slovinsko           | Josip Iličić      | Atalanta BC        | 15     |

## Vítěz
| Serie A 2019/20 Juventus FC (36. titul) |